# 段興智
段 興智（だん こうち）は、大理国の22代国王（後大理国としては第8代）。
大理国はモンゴル帝国のクビライの軍の侵攻を受けて、段祥興は相国の高泰祥に迎え撃たせたが、高泰祥は敗死した。段興智は鄯闡に逃れて抵抗を続けた。1253年、モンゴルのウリヤンカダイに敗れて捕らえられ、憲宗モンケの引見を受け、一命を許された。大理総管に任ぜられて、モンゴルによる雲南の平定に従った。1260年、クビライの謁見を受けるため、弟の段実（段信苴日）とともに北上したが、道中で世を去った。1261年、後大理国向義天定賢王の位を追贈された。
大理総管の地位は段実が継いで、以後も段氏によって世襲された。1267年、クビライの子のフゲチが雲南王に封ぜられると、段氏の大理総管もその麾下に組みこまれた。フゲチの子孫の雲南王国は梁王国とも称される。